# Arco de Baúlhe e Vila Nune
Arco de Baúlhe e Vila Nune (oficialmente: União das Freguesias de Arco de Baúlhe e Vila Nune) é uma freguesia portuguesa do município de Cabeceiras de Basto, com 9,04 km² de área e 1950 habitantes (censo de 2021). A sua densidade populacional é 215,7 hab./km².

## História
Foi constituída em 2013, no âmbito de uma reforma administrativa nacional, pela agregação das antigas freguesias de Arco de Baúlhe e Vila Nune e tem a sede em Arco de Baúlhe.

## Demografia
A população registada nos censos foi:
| Ano  | 0-14 Anos | 15-24 Anos | 25-64 Anos | > 65 Anos |
| 2001 | 417       | 380        | 1048       | 333       |
| 2011 | 331       | 263        | 1101       | 353       |
| 2021 | 255       | 219        | 1007       | 469       |

À data da junção das freguesias, a população registada no censo anterior foi:
| Freguesia atual            | Freguesia atual  | Freguesia atual | Freguesias antigas | Freguesias antigas | Freguesias antigas |
| Freguesia                  | População (2011) | Área (km²)      | Freguesia          | População(2011)    | Área(km²)          |
| -------------------------- | ---------------- | --------------- | ------------------ | ------------------ | ------------------ |
| Arco de Baúlhe e Vila Nune | 2048             | 9,04            | Arco de Baúlhe     | 1669               | 4,49               |
| Arco de Baúlhe e Vila Nune | 2048             | 9,04            | Vila Nune          | 379                | 4,55               |